# План игры (шахматы)
План игры́ — совокупность следующих одна за другой стратегических операций, выполняемых по самостоятельному замыслу в соответствии с требованиями создавшейся на доске позиции.

## План в стадиях шахматной партии
Согласно шахматной теории, расстановку фигур и пешек следует подчинять единому плану развития сил уже в дебюте. В середине игры выбор плана может меняться в зависимости от действий соперника. Например, если в лагере соперника образовалась слабость (пешка, поле) — нужно действовать в направлении этой слабости. В эндшпиле связан с продвижением пешек и грамотной игрой с полями.

## Виды планов
План игры может быть:
- кратковременный
- долговременный

Например, множество кратковременных планов будет входить в атаку на короля соперника, которое, являясь основной целью всей партии, может состоять из нескольких примерных этапов: создание форпоста, переброска фигур на королевский фланг, пешечный штурм, ведущий к разрушению позиции рокировки неприятельского короля, и, наконец, прямая атака на короля соперника.
При долговременном плане игры иногда возможно изменение цели атаки. Например, атака на ферзевом фланге может привести к вскрытию линий, по которым фигуры переводятся на королевский фланг с целью атаки короля соперника.